# Atlas (robô)
Atlas é um robô humanoide bípede desenvolvido principalmente pela empresa estadunidense de robótica Boston Dynamics, com financiamento e supervisão da United States Defense Advanced Research Projects Agency (DARPA). O robô de 1,88 m foi projetado para uma variedade de tarefas de busca e salvamento e foi apresentado ao público em 11 de julho de 2013.

## Design e desenvolvimento
O design e a produção de Atlas foram supervisionados pela DARPA, uma agência do Departamento de Defesa dos Estados Unidos, em cooperação com a Boston Dynamics. Uma das mãos do robô foi desenvolvida pela Sandia National Laboratories, enquanto a outra foi desenvolvida pela iRobot. Em 2013, o gerente de programas da DARPA, Gill Pratt, comparou a versão do protótipo de Atlas a uma criança pequena, dizendo que "uma criança de 1 ano de idade mal pode andar, uma criança de 1 ano de idade cai bastante... é aí que estamos agora."
Atlas é baseado em um robô humanoide anterior da Boston Dynamics, o protótipo PETMAN, e tem quatro membros atuados hidraulicamente. Construído de alumínio e titânio, tem aproximadamente 1,88 metro de altura, pesa 150 kg e é iluminado com LEDs azuis no peito. Atlas é equipado com dois sistemas de visão – laser rangefinder e câmera estereoscópica, ambos controlados por um computador de bordo – e tem mãos com habilidades motoras refinadas. Seus membros possuem um total de 28 graus de liberdade. Atlas pode navegar por terrenos acidentados e levantar por conta própria utilizando os seus braços e pernas, embora o protótipo de 2013 ficasse amarrado a uma fonte de alimentação exterior.
Em outubro de 2013 a Boston Dynamics postou um vídeo mostrando que Atlas suporta ser atingido por objetos de até vinte quilos conseguindo se equilibrar em uma perna.
Em 2014, robôs Atlas programados por várias equipes competiram no desafio DARPA Robotics Challenge para testar a capacidade de vários robôs inclusive Atlas para executar várias tarefas, incluindo entrar e a sair de um veículo e dirigi-lo, abrir uma porta e usar ferramentas. Uma variedade de outros robôs também competiu. O concurso foi inspirado pelo desastre nuclear de Fukushima Daiichi no Japão em 2011 e ofereceu prêmios de 2 milhões de dólares para as equipes vencedoras.
Nas finais do DARPA Robotics Challenge em 2015, um robô Atlas (apelidado de Running Man) ficou em segundo lugar atrás da equipe coreana Kaist e seu robô DRC-Hubo por uma margem de seis minutos, concluindo todo o percurso em um tempo de 50:26.

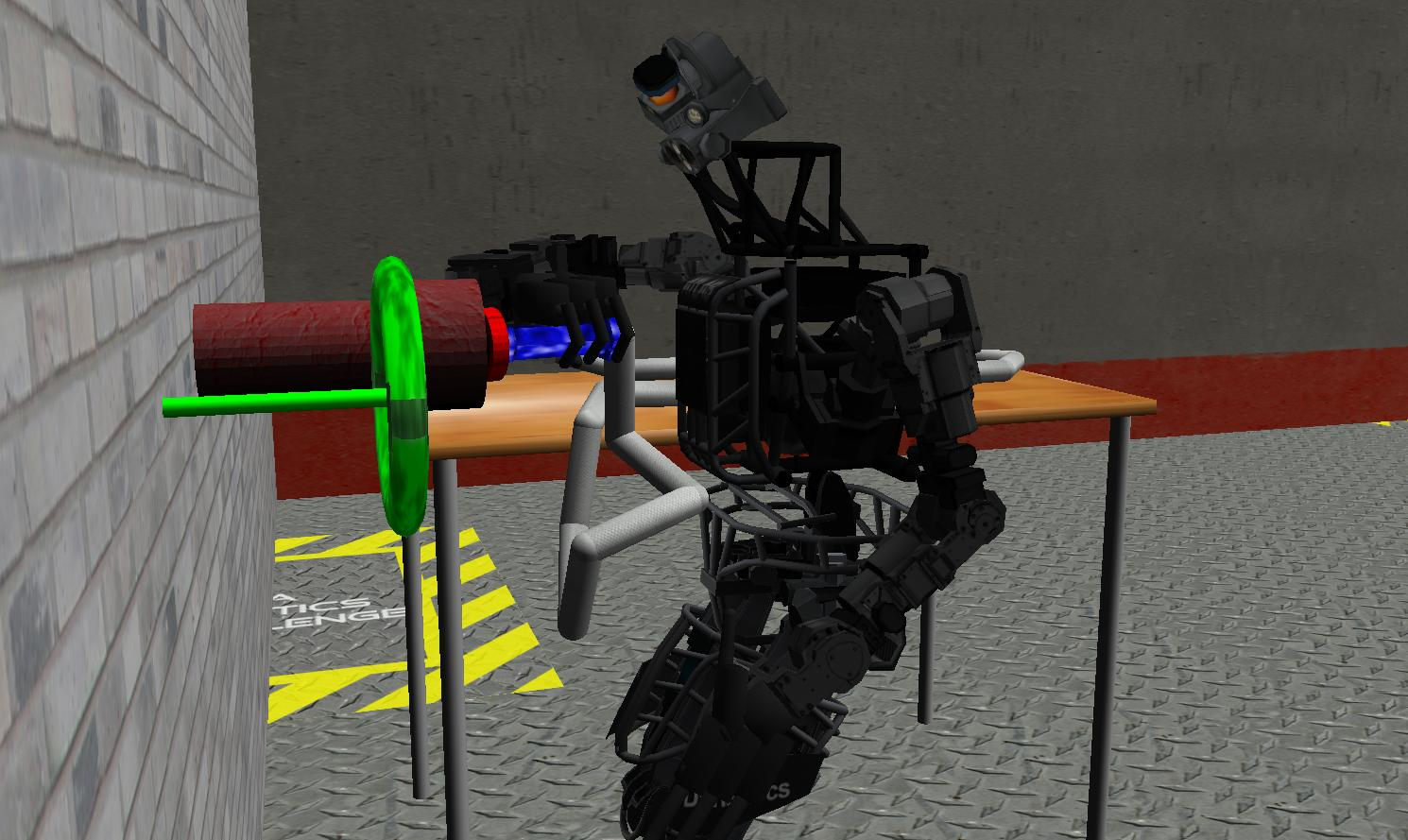
Um robô Atlas conecta uma mangueira a um cano no simulador de robótica Gazebo

### Atlas, a próxima geração
Em fevereiro de 2016, a Boston Dynamics lançou um vídeo de uma nova versão do robô Atlas no YouTube. A nova versão de Atlas foi projetada para operar tanto ao ar livre quanto no interior de edifícios. Ele é especializado em manipulação móvel e é bem adaptado para andar sobre vários tipos de terreno, inclusive na neve. Ele é alimentado por um motor de energia elétrica e atuado hidraulicamente. Ele utiliza os sensores no seu corpo e nas pernas para o equilíbrio, e usa o LIDAR e sensores estereoscópicos em sua cabeça para evitar obstáculos, avaliar o terreno, ajudar com a navegação, e manipular objetos, mesmo quando os objetos são movidos. Esta versão do Atlas tem cerca de 150 cm (4 ft 11 in) de altura (cerca de uma cabeça menor do que o Atlas da DRC) e pesa 80 kg.

## Utilidades

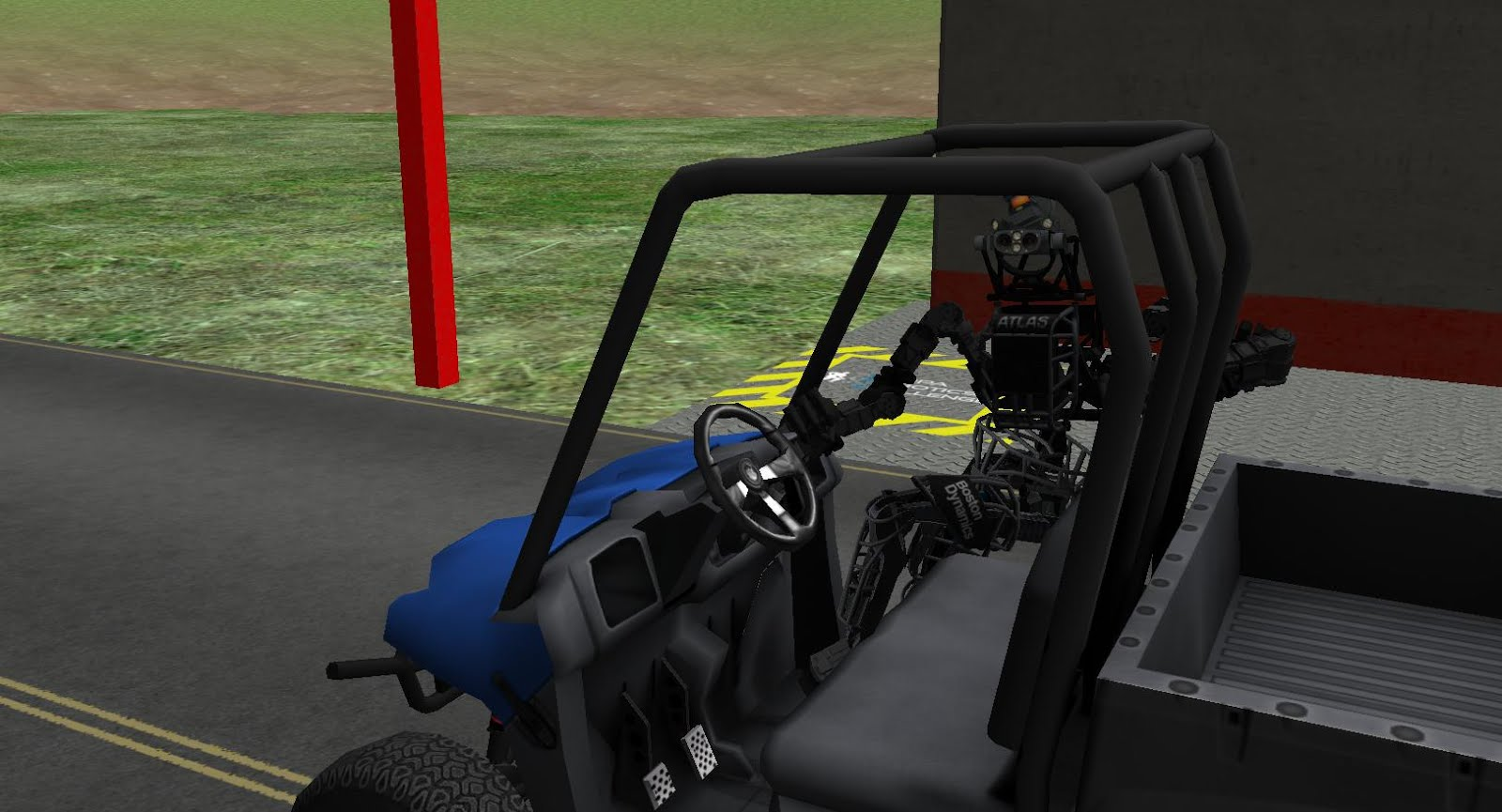
Atlas entrando em um veículo em uma simulação

Atlas destina-se a prover serviços de emergência em operações de busca e salvamento, e realizar tarefas como desligar válvulas, abrir portas e operar equipamentos em ambientes onde os seres humanos não poderiam sobreviver. O Departamento de Defesa dos EUA afirmou em 2013 que não tinha interesse em usar o robô para a ofensiva ou defensiva de guerra.

## Reações
Atlas foi revelado ao público no dia 11 de julho, 2013. O New York Times disse que sua estreia foi "um exemplo marcante de como os computadores estão começando a criar pernas e movimentar-se no mundo físico", descrevendo o robô como "um gigante – apesar de instável – passo para a aguardada idade de robôs humanoides." Gary Bradski, um especialista em inteligência artificial, declarou que "uma nova espécie, Robo sapiens, está emergindo".